# Илья-Дезерта-Гранди
Илья-Дезерта-Гранди (порт. Deserta Grande) — самый большой остров небольшого архипелага Ильяш-Дезерташ, который находится в составе архипелага Мадейра, Португалия.

## История
Илья-Дезерта-Гранди был открыт португальцами в 1420 году. На острове несколько раз были колонии, они выращивали пшеницу и ячмень. Но из-за недостатка и плохого качества воды жители колоний покидали остров.
С 1972 года на острове не ведут хозяйственную деятельность.
С 1990 года остров считается заповедником.
Остров периодически посещают туристы.

## География[2]
Илья-Дезерта-Гранди расположен у западного побережья Северной Африки в Атлантическом Океане, в 35,6 км к юго-востоку от города Фуншала и в 23 км к юго-востоку от острова Мадейра.
Остров имеет вулканическое происхождение. Климат мягкий, средиземноморский, летом засушливый.
Площадь острова 10 км², максимальная ширина 1,92 км, наивысшая точка 488 метров над уровнем моря. Вдоль побережья находятся пещеры.
В 1894 году из-за оползня на острове образовались два залива: «Fajã Grande» и «Fajã da Doca».

Карта архипелага Ильяш-Дезерташ

## Описание
Илья-Дезерта-Гранди является частью заповедника «Острова Дезерташ». На острове есть база смотрителя, расположенная на полпути вдоль западного побережья.

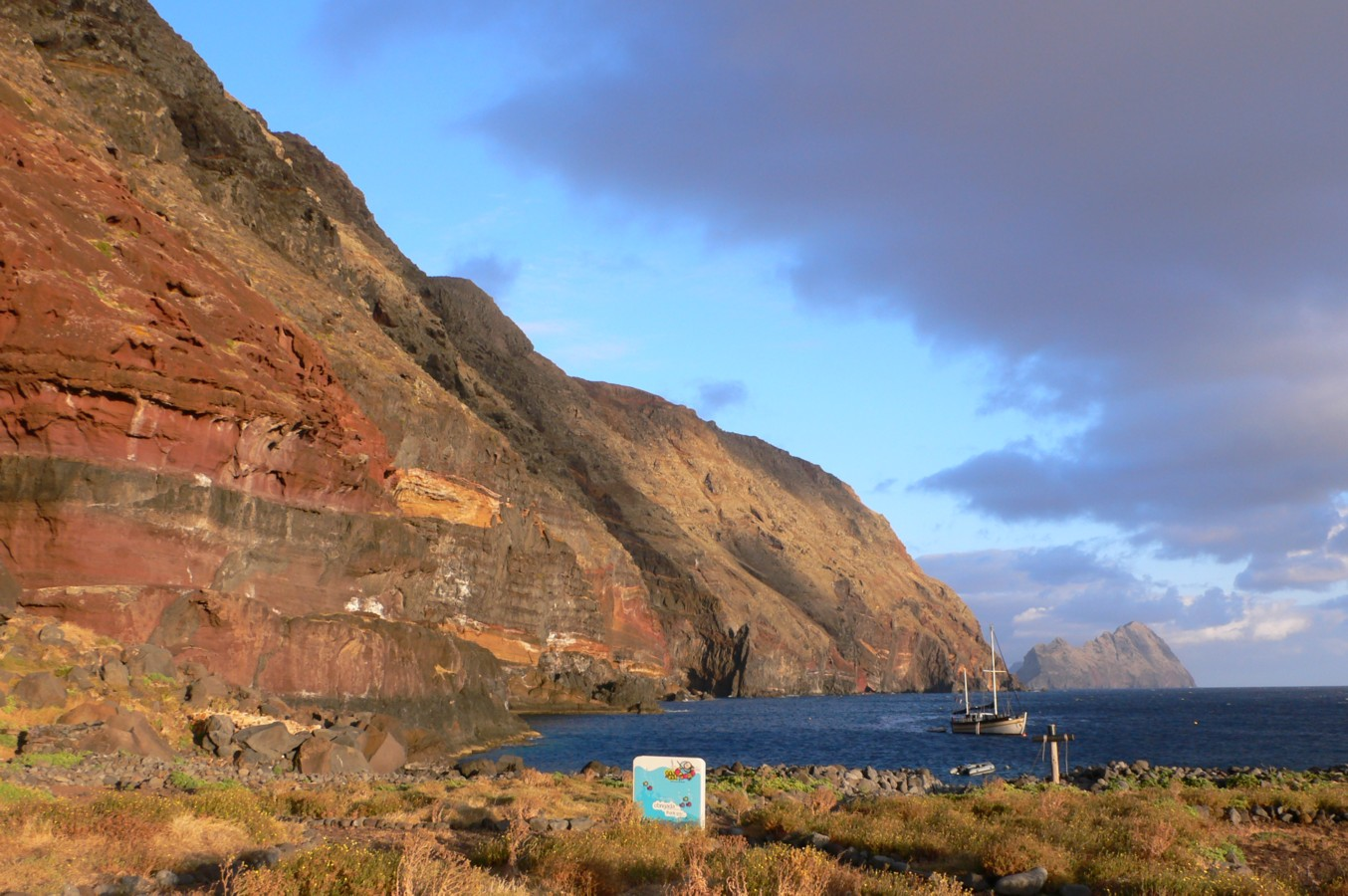
Западное побережье

К югу от базы нельзя приближаться к острову ближе чем на 100 метров, в целях защиты популяции Белобрюхих тюленей, которая обитает на острове. Некоторые виды деятельности на острове, такие как рыбалка и подводная ловля, запрещены.

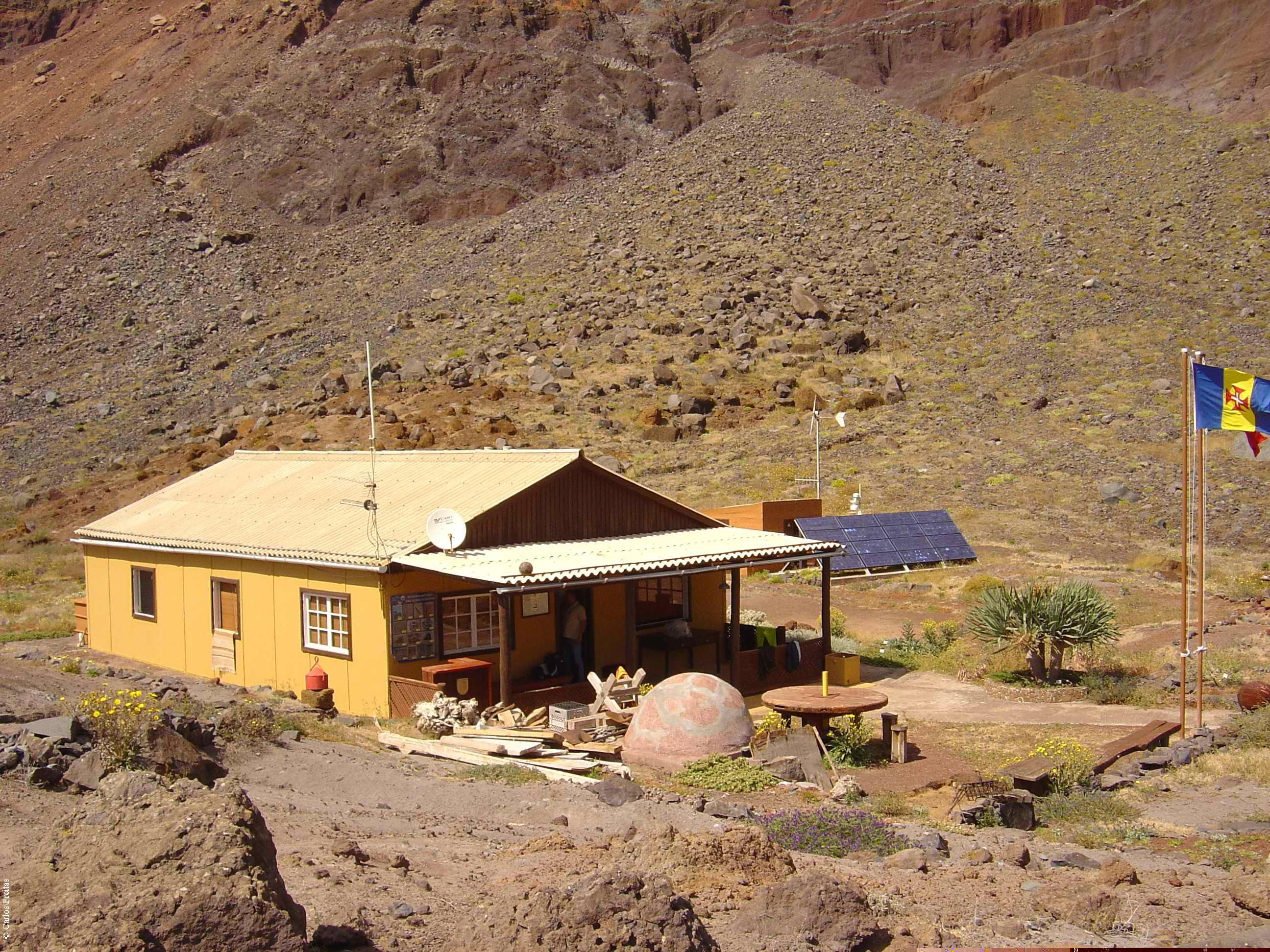
База смотрителя

## Флора и фауна
На пляжах острова обитает Белобрюхие тюлени. Также на острове обитают: Hogna ingens, пауки-волки, буревестник Кори, тайфунник Бульвера и мадейрская качурка. Также на острове встречаются козы, кролики и грызуны, которые попали на остров из Португалии. Из флоры на острове преимущественно растут заросли травы и ксерофитные кустарники. У берегов острова растут луга.